# Oncorhynchus rastrosus
Oncorhynchus rastrosus (sinònim Smilodonichthys rastrosus), també conegut com a salmó dents de sabre, és una espècie extinta de salmó que va viure al llarg de la costa del Pacífic d'Amèrica del Nord, que va aparèixer al final de Miocè a Califòrnia, i va desaparèixer durant el Pliocè primerenc. Els adults arribaven a tenir 2,7 m de llarg i es creu que eren anàdroms com els seus parents vius. A més de ser el major membre de salmó del Pacífic del gènere Oncorhynchus, els membres d'aquesta espècie tenien un parell de petits «ullals» que sobresortien de la punta del musell, explicant així el nom comú i el sinònim. A més dels seus ullals, els adults tenien espines branquials més grans en comparació amb els seus familiars més petits i moderns. Els científics més destacats suggereixen que els adults menjaven plàncton.